# Moses Moody

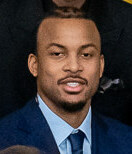
Moses Moody, 2023.

Moses Josiah Moody, född 31 maj 2002 i Little Rock i Arkansas, är en amerikansk professionell basketspelare (SG) som spelar för Golden State Warriors i National Basketball Association (NBA).
Han var med och vinna NBA-mästerskapet, tillsammans med Golden State Warriors, för säsongen 2021–2022.
Moody draftades av Golden State Warriors i första rundan i 2021 års draft som 14:e spelare totalt.
Innan han blev proffs studerade Moody vid University of Arkansas och spelade för deras idrottsförening Arkansas Razorbacks.